# Форт Кампбел Норт (Кентаки)
Форт Кампбел Норт (енгл. Fort Campbell North) насељено је место без административног статуса у америчкој савезној држави Кентаки.

## Демографија
По попису из 2010. године број становника је 13.685, што је 653 (-4,6%) становника мање него 2000. године.
| Група             | 2000.         | 2010.         |
| Белци             | 7.729 (53,9%) | 8.472 (61,9%) |
| Афроамериканци    | 3.703 (25,8%) | 2.255 (16,5%) |
| Азијати           | 248 (1,7%)    | 188 (1,4%)    |
| Хиспаноамериканци | 1.985 (13,8%) | 2.057 (15,0%) |
| Укупно            | 14.338        | 13.685        |